# Sings Precious Memories
Sings Precious Memories è il ventottesimo album in studio del cantautore statunitense Johnny Cash, pubblicato nel 1975 dalla Columbia Records. Si tratta di un album gospel.

## Tracce
1. Precious Memories (J. R. Baxter, W. B. Stevens) – 2:55
2. Rock of Ages (Brantley C. George, Billy Walker) – 2:22
3. The Old Rugged Cross (George Bennard) – 2:52
4. Softly and Tenderly (Will L. Thompson) – 2:50
5. In the Sweet By and By (Sanford Fillmore Bennett, Joseph Philbrick Webster) – 2:51
6. Just as I Am (William Batchelder Bradbury, Charlotte Elliott) – 3:13
7. Farther Along (Baxter, John Starling) – 3:09
8. When the Roll Is Called Up Yonder (James Milton Black) – 2:08
9. Amazing Grace (John Newton, Walker) – 2:30
10. At the Cross (Ralph C. Hudson, Isaac Watts) – 2:54
11. Have Thine Own Way, Lord (Adelaide A. Pollard, George C. Stebbins, Walker) – 2:52